# Президентские выборы в Эквадоре (1931)
Президентские выборы в Эквадоре проходили 20 и 21 октября 1924 году. В результате победу одержал Нептали Бонифас, получивший 45,3 % голосов. Однако Бонифас был дисквалифицирован Конгрессом на следующий год, поскольку имел перуанское гражданство. Новые выборы были проведены в октябре 1932 года.

## Предвыборная обстановка
Выборы были назначены Альфредо Бакерисо Морено, который, вступая в первую магистратуру, пообещал, что он будет гарантировать избирательную свободу, и что в его промежуточный период будет возрождение свободного голосования.
Это были первые выборы, на которых кандидатов поддерживали структурированные политические партии. Кандидатами были: Нептали Бонифас Асказуби от Эквадорской консервативной партии, поддерживаемый компанией Compactación Obrera Nacional и диссидентской либеральной фракцией, Модесто Ларреа от Эквадорской радикальной либеральной партии и левых; и подполковник Ильдефонсо Мендоса, независимый, поддерживаемый Эквадорской социалистической партией и гражданами различных политических направлений.

## Избирательная кампания
На этих выборах победу одержал Нептали Бонифас Асказуби с 28 745 голосами, на втором месте был Модесто Ларреа Хихон с 19 234 голосами и на третьем месте Мендоса с 13 255 голосами, остальные кандидаты получили 879 голосов. Выборы прошли 20 и 21 октября 1931 года и Нептали Бонифас Асказуби избран президентом Эквадора на первых свободных выборах, однако 20 августа 1932 года президент Нептали Бонифас Асказуби был дисквалифицирован Конгрессом Эквадора, объявив его «Не подходящим для занятия поста президента» из-за перуанского гражданства на фоне политических обвинений. Нептали Бонифас, находившийся в Гуачале, переехал в Кито. 27 августа гарнизон Кито вместе со сторонниками Бонифаса поднял восстание. Произошло кровопролитное столкновение с верными правительству войсками. Бои продолжались на улицах Кито до 1 сентября, но повстанцы были побеждены. Этот эпизод, в котором погибло более двух тысяч человек, известен как «Четырёхдневная война».

## Результаты
| Кандидат                             | Голоса  | %    |
| ------------------------------------ | ------- | ---- |
| Нептали Бонифас                      | 27 042  | 45,3 |
| Модесто Ларреа Хихон                 | 19 442  | 32,5 |
| Ильдефонсо Мендоса                   | 12 565  | 21,0 |
| Прочие                               | 701     | 1,2  |
| Всего                                | 59 750  | 100  |
| Зарегистрированных избирателей/ Явка | 155 186 |      |
| Источник: Nohlen                     |         |      |